# Кведлинбург
Кведлинбург (на немски: Quedlinburg) е град в окръг Харц, в западната част на провинция Саксония-Анхалт, Германия, северно от планинската верига Харц. До 2007 г. градът е седалище на окръг Кведлинбург. Към 31 декември 2011 година населението на града е 28 137 души.
През 1994 г. средновековният стар град на Кведлинбург е приет за част от Световното наследство на ЮНЕСКО.

## Побратимени градове
|  | Държава  |  | Град        |
|  | -------- |  | ----------- |
|  | Франция  |  | Олноа Емери |
|  | Германия |  | Херфорд     |
|  | Германия |  | Целе        |
|  | Германия |  | Хамелн      |
|  | Германия |  | Хан Мюнден  |